# Eiko Koike
Eiko Koike (小池 栄子 Koike Eiko?, n. 20 noiembrie 1980, Tokyo⁠(d), Tōkyō, Japonia) este o actriță japoneză și fotomodel.

## Filmografie

### Filme
- Kamikaze Girls (2004)
- 2LDK (2004)
- Yaji and Kita: The Midnight Pilgrims (2005)
- The Kiss (2007)
- Paco and the Magical Book (2008)
- 20th Century Boys (2009)
- Vengeance Can Wait (2010)
- No Longer Human (2010)
- Rebirth (2011)
- Railways (2011)
- Liar Game: Reborn (2012)
- A Chorus of Angels (2012)
- Unforgiven (2013)
- April Fools (2015)
- Jinsei no Yakusoku (2016)

### Televiziune
- Penance (2012)

## Legături externe
- Site web oficial
- Eiko Koike la Internet Movie Database